# Paweł Spodenkiewicz
Paweł Spodenkiewicz (ur. 3 sierpnia 1956 w Łodzi) – polski socjolog, publicysta i dziennikarz. Autor książek dotyczących wielokulturowej historii Łodzi.

## Życiorys
Paweł Spodenkiewicz uczył się w III Liceum Ogólnokształcącym w Łodzi, z którego został wyrzucony za redagowanie gazetki „Zęza”, następnie w XXVI Liceum Ogólnokształcącym w Łodzi, z którego został relegowany za stawianie oporu nauczycielom i lekceważący stosunek do nauki . Przez rok przebywał w Bieszczadach pozostając w artystyczno-hippisowskim kręgu środowiska Schroniska na Łopienniku i jego ówczesnego kierownika Olgierda Łotoczko. Ukończył łódzkie Liceum dla Pracujących im. Małgorzaty Fornalskiej, następnie dostał się na Wydział Ekonomiczno-Socjologiczny Uniwersytetu Łódzkiego. W latach 1977–1981 działał jako informator Radia Wolna Europa i Komisji Interwencji KOR kolportował "Biuletyn Informacyjny”. Był również współorganizatorem akcji ulotkowej po morderstwie popełnionym na Stanisławie Pyjasie. W 1978 został pobity przez niezidentyfikowanych sprawców i zmuszony do opuszczenia mieszkania, następnie podlegał inwigilacji – przechodził przesłuchania i rewizje. Współpracował z pismem „Indeks” oraz współredagował pismo „Strajk”.
Jesienią 1980 został członkiem Niezależnego Zrzeszenia Studentów i delegatem do Rady Wydziału Ekonomiczno-Socjologiczny Uniwersytetu Łódzkiego oraz należał do Studenckiego Komitetu Jedności podczas strajku studenckiego na Uniwersytecie Łódzkim pomiędzy 13 grudnia 1981 a 12 października 1982. Był internowany w ośrodkach odosobnienia: w Łęczycy, Łowiczu i Kwidzynie.
W 1984 ukończył socjologię na Uniwersytecie Łódzkim, a następnie pracował jako socjolog w Specjalistycznym Psychiatrycznym Zespole Opieki w Łodzi. Od 1990 działał w Łódzkim Towarzystwie Inicjatyw Społecznych, w ramach którego współorganizował Dni Kultury Żydowskiej. Był jednym z pionierów badań nad księgozbiorem przedwojennych niemieckich bibliotek będącym w posiadaniu Biblioteki Uniwersytetu Łódzkiego. W latach 1995–1995 był publicystą i dziennikarzem „Super Expressu”, następnie w latach 2000–2005 „Dziennika Łódzkiego”. Od 2007 pracował w Instytucie Pamięci Narodowej w Łodzi, z którego został zwolniony w 2017 oficjalnie w wyniku restrukturyzacji, przypuszczalnie zaś ze względów politycznych.
Jest autorem wielu publikacji o tematyce historycznej.

## Publikacje
- 38 przemówień Prezesa,
- Badanie efektywności stosowania kontraktu socjalnego jako narzędzia integracji społeczne,
- Bohater, konfident, prowokator: działalność Andrzeja Mazura, konfidenta SB,
- Czarno przed oczami,
- Dramaty,
- Dziennik wirtemberski,
- Faces of Tel Aviv,
- Helmut Fiechtner: dziennikarz w mieście getta,
- „Kropa” drąży skałę: stacja Radegast,
- Ksiądz Stefan Miecznikowski jezuita i harcerz,
- Mapa historyczna Polski (31 XII 1939): z uwzględnieniem wcześniejszych zmian granic w regionie dokonanych w latach 1938–1939,
- Na tropie „kompromatu”: Marzec 1968 roku w Wojskowej Akademii Medycznej w Łodzi,
- Nazywał się „Herman Pines(inne języki)”,
- Nowa księga przemówień,
- Ojciec Stefan – człowiek pełny: ojciec Stefan Miecznikowski SJ (1921-2004),
- Ostatnia dekada: lata 1980–1990 w Łodzi i regionie okiem fotoreportera „Głosu Robotniczego”,
- Pamiętnik z lat młodości.
- Piasek z Atlantydy: rozmowy z Jerzym Grohmanem,
- Pięćdziesiąta rocznica likwidacji getta łódzkiego,
- Polihymnia i polityka: krytycy muzyczni w Łodzi: 1939-1989,
- Student socjologii za kratami: wspomnienie z czasów stanu wojennego,
- „Szpiedzy” na Piotrkowskiej: sprawa Eugeniusza Zejdy i Gustawa Meyera [Geyera],
- Tadeusz Wyrwa – partyzant z natury,
- The missing district: people and places of Jewish Łódź,
- Twarze Tel Awiwu,
- Zniknięcie „Saturatora”: Bolesław Lesman (1924-1977),
- Łódź żydowska – ludzie i miejsca,
- Zaginiona dzielnica,
- Życie muzyczne po wojnie: Karol Stromenger w „Dzienniku Łódzkim”[6].

## Nagrody i odznaczenia
- Złoty Exlibris Książnicy Miejskiej w Łodzi (1998) za książkę Zaginiona dzielnica. Łódź żydowska – ludzie i miejsca[1][2]
- Krzyż Oficerski Orderu Odrodzenia Polski (2007)[1][2][7][8]
- Nagroda Prezydenta miasta Łodzi (2015)[9]
- Krzyż Wolności i Solidarności (2015)[10]